# Harville
Harville – miejscowość i gmina we Francji, w regionie Grand Est, w departamencie Moza.
Według danych na rok 1990 gminę zamieszkiwały 132 osoby, a gęstość zaludnienia wynosiła 24 osób/km² (wśród 2335 gmin Lotaryngii Harville plasuje się na 913. miejscu pod względem liczby ludności, natomiast pod względem powierzchni na miejscu 966.).